# Лука Дрча
Лука Дрча (Београд, 26. август 1987) бивши је српски кошаркаш. Играо је на позицији бека.

## Биографија
Каријеру је почео у Беовуку, а затим је од 2006. до 2010. године наступао за колеџ тим Јуте, бележећи у последњој сезони просечно 10 поена по мечу, уз 3 асистенције и скоро 4 скока. У септембру 2010. године потписује двогодишњи уговор са Црвеном звездом, али сезону 2011/12. почиње у екипи ОКК Београда. Од јануара 2012. игра у Казахстану, у клубу Астана. Од марта 2013. поново је у Београду - овога пута као појачање Мега Визуре пред Суперлигу Србије. Пред сезону 2013/14. вратио се у ОКК Београд. Крајем јануара 2014. је потписао уговор са грчким Ретимном. У фебруару 2015. потписао је за румунску Стеауу и са њима провео остатак сезоне.
Са репрезентацијом Србије освојио је златну медаљу на Летњој универзијади 2011. одржаној у Шенџену.
Од 2018. године је ожењен са српском одбојкашицом Бојаном Дрчом (девојачко Живковић).